# Stiftung „Freiheit der Presse“
Die Stiftung Freiheit der Presse ist eine rechtlich selbständige Organisation, die sich für einen couragierten und freien Journalismus einsetzt. Sie ist eine fiduziarische Stiftung.

## Geschichte
Sie wurde am 31. Januar 1967 gegründet und wird vom Bundesverband Deutscher Zeitungsverleger getragen. Sie vergibt jährlich den Wächterpreis der deutschen Tagespresse.
Bei der Gründung standen die Wirtschaftliche Genossenschaft der Presse (WIGO) und die Regierung der Vereinigten Staaten von Amerika Pate. Das Stiftungskapital betrug 2 160 000 DM. Es stammte aus dem Vermögen der, auf Anweisung der amerikanischen Militärregierung 1947 gegründeten, WIGO. Sie fungierte in den Nachkriegsjahren als Darlehensgeber für junge Zeitungsverlage und speiste sich selbst aus Marshallplan-Mitteln sowie Lizenzgebühren der deutschen Zeitungsverleger.
Der Stiftungsrat besteht aus sieben Mitgliedern, die entweder Zeitungsverleger oder Mitinhaber an Zeitungs-Verlagsrechten sein müssen. Er wird alle vier Jahre von den Landesverbänden im Bundesverband Deutscher Tageszeitungsverleger gewählt.
Die Stiftung vergibt den Wächterpreis der deutschen Tagespresse für herausragende publizistische Leistungen, die Missstände aufdecken oder sich um eine Abwehr sachfremder Einflüsse auf die Presse bemühen. 2003 vergab die Stiftung zusätzlich einen Sonderpreis. Seit 1969 wird der Preis jährlich im Rathaus von Frankfurt am Main, dem Römer, verliehen.